# 地懶
地懶是異關節總目披毛目下已滅絕的一類，相信是樹懶及二趾樹懶的近親。牠們可能最後於紀元前15500年在伊斯帕尼奧拉島及古巴滅絕，但在大陸上很早就已經消失了。
在美國已發現有四個地懶物種，包括有哈倫氏副磨齒獸、傑氏巨爪地懶、泛美地懶及沙塔氏孽子獸。這四個物種都是大型動物，有大的爪及相信是草食性的。

## 分類

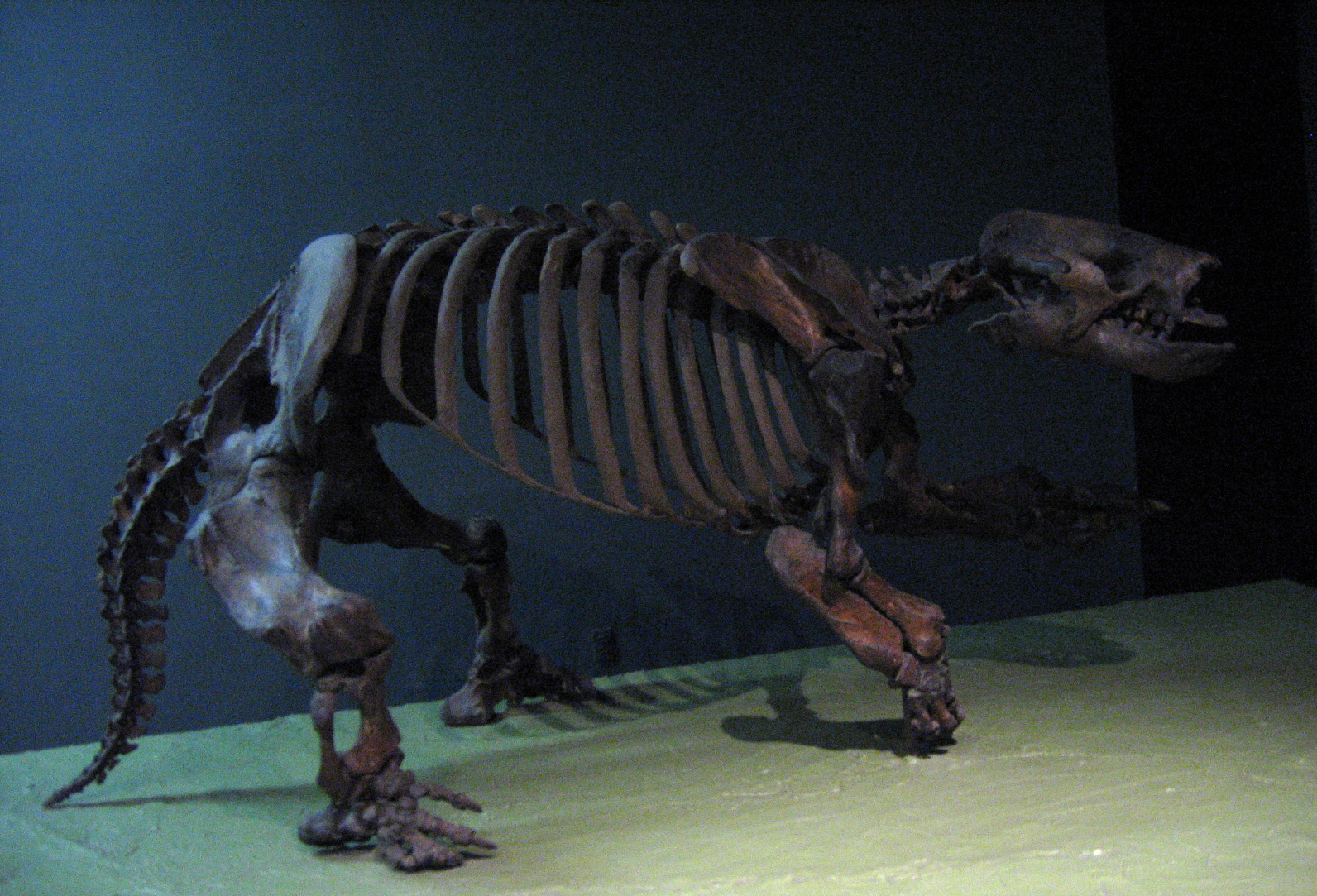
哈倫氏副磨齒獸的骨骼。

地懶包含6個科，即Rathymotheriidae、Scelidotheriidae、磨齒獸科、Orophodontidae、二趾樹懶科及大地懶科。地懶並沒有形成單系群，一些地懶與現今的樹懶甚至較其他的地懶更為接近。

## 拉布雷亞瀝青坑的發現
在拉布雷亞瀝青坑中發現了地懶的兩個物種，即哈倫氏副磨齒獸及沙塔氏孽子獸。哈倫氏副磨齒獸當站立時可以有6呎高。在拉佈雷亞瀝青坑中最普遍的副磨齒獸化石是皮上小骨，即一些細小及呈長方球形的骨頭。這些骨頭是在頸部、肩膀及背部嵌在皮膚中，可能是用作防禦獵食者。另外一種的沙塔氏孽子獸身型較細小，且在拉佈雷亞瀝青坑中亦較為罕見。

## 外部連結
- University of Georgia's Science Library
- Academy of Natural Sciences
- Illinois State Museum（页面存档备份，存于）
- 拉佈雷亞瀝青坑中的地懶（英文）
- 阿根廷是否仍存有地懶的討論（英文）（页面存档备份，存于）
- Yukon Beringia Interpretive Centre
- Sloth World（页面存档备份，存于）